# Johnny Crash
I Johnny Crash furono un gruppo heavy metal nato a Los Angeles, California nel 1987.

## Storia
Christopher Stewart (chitarra ritmica) incontrò August Worchell (chitarra solista) nel 1978  California. Chris, August ed il futuro bassista dei Faster Pussycat Eric Stacy cominciarono a suonare cover blues in una band chiamata "Champagne", con il preside della loro scuola alla voce: "L'unico modo per riuscire a suonare, era che lui venisse con noi" disse Chris, che più tardi suonerà con August nei WWIII e nei Neighbourhood Threat con Danny Stag e Johnny B. Frank (che dopo entreranno nei Kingdom Come e faranno qualche apparizione nel debut dei Johnny Crash). August portò il suo vecchio amico Andy Rodgers (basso) e Chris incontrò Vicki James Wright (voce) attraverso Tracii Guns, dopo che Vicki fallì un'audizione per gli L.A. Guns di Guns.
Proveniente da Bradford, Yorkshire, Regno Unito, Vicki derivava dall'esperienza con i Tokyo Blade, con cui aveva registrato due album. Si mosse verso L.A. nel dicembre del 1985.
Stephen "Punkee" Adamo (batteria), proveniente da Brooklyn si spostò a Los Angeles incontrando Chris, ed entrò nei Johnny Crash dopo aver suonato per un breve periodo nei Rock City Angels.
La band suonò per qualche tempo attorno all'area di Los Angeles prima di ottenere un contratto co la WTG/CBS Records. Seguì la realizzazione del loro album di debutto "Neighbourhood Threat", ed il singolo "Hey Kid" estratto dall'album, venne trasmesso a ruota sul canale di MTV. Iniziarono concerti al fianco di Pretty Maids, Bonham e Mötley Crüe. Il debut però non ottenne riscontri e Worchell abbandonò la band.
Il secondo album venne registrato senza August, ed entrarono nella band i due futuri membri dei Guns N' Roses Matt Sorum alla batteria (ex-The Cult, Hawk) e Dizzy Reed (tastiere), ma l'album risultò mal registrato, ed i nastri vennero accantonati, la label bocciò il progetto, interrompendo il contratto con la band.
Il bassista Andy Rogers morì di overdose nel 1992. Worchell passò un periodo negli American Heartbreak e successivamente fondò una compagnia di Tattoo Shop di successo, la Skin Candy.
L'album irrealizzato dal titolo di Unfinished Business verrà infine pubblicato nel 2008 per la Suncity Records.

## Formazione

### Ultima
- Vicki James Wright - Voce (1987-1990)
- Christopher Stewart - Chitarra, Cori (1987-1990)
- J.J. Bolt - Chitarra solista (1990)
- Andy Rogers - Basso  (1987-1990) (R.I.P.)
- Matt Sorum - Batteria (1990)
- Dizzy Reed - Tastiere (1990)

### Ex componenti
- August Worchell - Chitarra, Cori (1987-1990)
- Stephen "Punkee" Adamo - Batteria (1987-90)

## Discografia
- 1990 - Neighbourhood Threat
- 2008 - Unfinished Business